# 大上正裕 (医師)
大上 正裕（おおがみ まさひろ、1953年 - 2000年）は、日本の外科医であり、内視鏡外科手術（とくに腹腔鏡手術）の先駆者の一人として知られる。慶應義塾大学医学部外科学教室講師を務め、獨協医科大学の多賀谷信美らと共に腹腔鏡手術の黎明期を支えた。

## 生涯と業績
1990年代、日本に内視鏡外科手術を導入し、その発展に尽力した。慶應義塾大学医学部外科学教室に所属しながら、腹腔鏡手術の普及における重要な役割を果たした。1992年には、世界初となる腹腔鏡下胃局所切除術を成功させるなど、当時の最先端技術を実践し、日本の医療に新たな地平を切り開いた。

## 大上賞
2008年、日本内視鏡外科学会により、大上正裕の功績を称えて「大上賞」が創設された。この賞は、内視鏡外科学の普及と発展に寄与した個人を表彰するものであり、現在も続いている。